# Bogunovac
Bogunovac (en serbe cyrillique : Богуновац) est un village de Serbie situé dans la municipalité de Medveđa, district de Jablanica. Au recensement de 2011, il comptait 78 habitants.

## Démographie
| 1948 | 1953 | 1961 | 1971 | 1981 | 1991 | 2002 | 2011 |
| ---- | ---- | ---- | ---- | ---- | ---- | ---- | ---- |
| 229  | 247  | 241  | 207  | 118  | 90   | 89   | 78   |

|  |